# 22. prosinca
22. prosinca (22. 12.) 356. je dan godine po gregorijanskom kalendaru (357. u prijestupnoj godini).
Do kraja godine ima još 9 dana.

## Događaji
- 640. – Saraceni zauzeli Aleksandriju, dvije godine nakon početka invazije na Egipat.
- 1790. – Ruske trupe, pod zapovjedništvom Aleksandra Suvorova, preuzele od Turaka grad Ismail, važnu luku na delti Dunava.
- 1849. – U posljednji trenutak opozvano smaknuće F. M. Dostojevskoj.
- 1902. – Banijanska upravna općina pripojena gradu Karlovcu.
- 1950. – U Zagrebu je osnovana prva izviđačka četa.
- 1956. – Sueska kriza: britanske i francuske postrojbe povukle se sa Sueskog kanala.
- 1962. – u NBA ligi pogođen milijunti koš.
- 1988. – Južna Afrika, Kuba i Angola potpisale u UN-u sporazum kojim je Namibija, posljednja kolonija u Africi, dobila nezavisnost.
- 1990. – Hrvatski sabor donio je novi Ustav Republike Hrvatske, dioba vlasti na zakonodavnu, izvršnu i sudsku; polupredsjednički sustav. Kako je Ustav donesen neposredno pred Božić, naziva se još i "Božićnim Ustavom".
- 1990. – Lech Walesa preuzeo dužnost predsjednika Poljske.
- 1993. – južnoafrički parlament sastavljen od bijelaca okončao razdoblje apartheida, izglasavši većinom od 237 prema 45 Prijelazni ustav zemlje, što je omogućilo održavanje prvih sverasnih izbora u Južnoj Africi.
- 1993. – Pripadnici muslimanske Armije BiH ubili vozača Antu Vlajića i ranili još troje sudionika humanitarnog konvoja Bijeli put za Novu Bilu i Bosnu Srebrenu prilikom njegova povratka iz opkoljene enklave Hrvata Lašvanske doline
- 1996. – Gerilci peruanskog ljevičarskog pokreta Tupac Amaru "božićnom gestom" oslobodili 225 talaca u japanskom veleposlanstvu u Limi
- 2000. – Svjetska zdravstvena organizacija upozorila je na mogućnost širenja goveđe spongiformne encefalopatije (kravljeg ludila) izvan Europe.
- 2001. – Okotila se mačka CC, prvi klonirani kućni ljubimac.
- 2004. – U Francuskoj zakonom zabranjen seksistički i antihomoseksualni (homofobični) govor.

| - 1858. – Giacomo Puccini, talijanski skladatelj († 1924.) - 1886. – Kornelija Horvat, hrvatska katolička redovnica († 1944.) - 1887. – Srinivasa Ramanujan, indijski matematičar († 1920.) - 1904. – Władysław Bukowiński, poljski blaženik († 1974.) - 1935. – Semka Sokolović-Bertok, bosanskohercegovačka glumica († 2008.) - 1948. – Nicolae Timofti, moldavijski predsjednik - 1950. – Zijah Sokolović, bosanskohercegovački glumac - 1951. – Ivan Šreter, hrvatski liječnik († 1991.) - 1953. – Dalibor Paulik, hrvatski teatrolog i skladatelj († 2012.) - 1977. – Kristijan Potočki, hrvatski glumac - 1978. – Edo Maajka, bosanskohercegovački i hrvatski reper - 1986. – Tijana Pečenčić, srpska glumica - 1993. – Raphaël Guerreiro, portugalski nogometaš - 2001. – Marko Žuvela, hrvatski vaterpolist | - 1779. – Štefan Küzmič slovenski pisac, prevoditelj, evangelički svećenik i učitelj u Mađarskoj (* 1723.) - 1917. – Franciska Cabrini, talijansko-američka misionarka (* 1850.) - 1936. – Dragutin Gorjanović Kramberger, hrvatski paleontolog, paleontropolog i geolog (* 1856.) - 1989. – Samuel Beckett, dramatičar i romanopisac irskog podrijetla (* 1906.) |